# Чатгем (Іллінойс)
Чатгем (англ. Chatham) — селище (англ. village) в США, в окрузі Сенґамон штату Іллінойс. Населення — 14 377 осіб (2020).

## Географія
Чатгем розташований за координатами 39°40′15″ пн. ш. 89°41′58″ зх. д. / 39.67083° пн. ш. 89.69944° зх. д. (39.670785, -89.699535).  За даними Бюро перепису населення США в 2010 році селище мало площу 14,82 км², з яких 14,81 км² — суходіл та 0,01 км² — водойми. В 2017 році площа становила 18,10 км², з яких 18,10 км² — суходіл та 0,01 км² — водойми.

## Демографія
Згідно з переписом 2010 року, у селищі мешкало 11 500 осіб у 4353 домогосподарствах у складі 3306 родин. Густота населення становила 776 осіб/км².  Було 4499 помешкань (304/км²).
Расовий склад населення:
| - 93,6 % — білих - 2,5 % — чорних або афроамериканців - 1,9 % — азіатів - 0,1 % — вихідців з тихоокеанських островів - 0,1 % — корінних американців |

До двох чи більше рас належало 1,6 %. Частка іспаномовних становила 2,0 % від усіх жителів.
За віковим діапазоном населення розподілялося таким чином: 28,9 % — особи молодші 18 років, 62,0 % — особи у віці 18—64 років, 9,1 % — особи у віці 65 років та старші. Медіана віку мешканця становила 35,3 року. На 100 осіб жіночої статі у селищі припадало 93,5 чоловіків;  на 100 жінок у віці від 18 років та старших — 88,4 чоловіків також старших 18 років.
Середній дохід на одне домашнє господарство  становив 85 094 долари США (медіана — 73 895), а середній дохід на одну сім'ю — 92 700 доларів (медіана — 84 102). Медіана доходів становила 58 561 долар для чоловіків та 45 459 доларів для жінок. За межею бідності перебувало 4,9 % осіб, у тому числі 6,3 % дітей у віці до 18 років та 1,8 % осіб у віці 65 років та старших.
Цивільне працевлаштоване населення становило 6311 осіб. Основні галузі зайнятості: освіта, охорона здоров'я та соціальна допомога — 27,8 %, публічна адміністрація — 15,1 %, фінанси, страхування та нерухомість — 12,0 %.